# Албрехт II фон Вернигероде
Албрехт II фон Вернигероде (на немски: Albrecht II von Wernigerode; † сл. 1179) е граф на Вернигероде.

## Произход
Той е син на граф Бертолд фон Вернигероде († 1126), граф в Дерлингау, Остфалия, Хаймар при Хилдесхайм, Вернигероде, Ахайм. Внук на Адалберт I фон Вернигероде († сл. 1141), граф в Дерлингау, Остфалия, Хаймар, Вернигероде. Брат е на граф Хайнрих I фон Вернигероде († ок. 1119).

## Фамилия
Албрехт II фон Вернигероде се жени за Аделхайд фон Люхов? († сл. 1157). Те имат един син:
- Албрехт III († сл. 1214), граф на Вернигероде (1173 – 1214) и фогт на Дрюбек в Илзенбург, женен за фон Кверфурт